# Northrop Grumman X-47
Die Northrop Grumman X-47 ist ein unbemanntes Experimentalkampfflugzeug, das in zwei Versionen existiert. Das erste Modell X-47A Pegasus wurde im Rahmen des DARPA-J-UCAS-Programms entwickelt und war nach dessen Einstellung mit der X-47B Teil des UCAS-D-Programms der United States Navy. Dessen Nachfolgeprogramm UCLASS hatte das Ziel, ein trägergestütztes unbemanntes Kampfflugzeug zur Serienreife zu entwickeln. Anders als das Konkurrenzmodell Boeing X-45 Spiral wurde die Northrop Grumman X-47A nur mit Firmengeldern entwickelt.
Die X-47B war das erste unbemannte Flugzeug, das vom Träger operieren und Treibstoff von einem Tankerflugzeug übernehmen konnte.

## Entwicklung

### X-47A
Der Rollout der X-47A fand am 30. Juli 2001 statt, ihren ersten Flug hatte sie am 23. Februar 2003. Während des Testprogramms gab es keine Bombenabwürfe; in zwei internen Waffenschächten (einer auf jeder Seite des Triebwerks) wurde jeweils ein Dummy einer 225-kg-Bombe aufgenommen, um das operative Kampfgewicht zu simulieren. Mit der X-47A wurden mehrere Probleme beim Einsatz in maritimer Umgebung erforscht, besonders in aggressiver Salzwasser-Umgebung. Des Weiteren wurden verschiedene Wege zur Reduzierung des Wartungsaufwandes erprobt. Nach dem Abbruch des J-UCAS-Programms der United States Air Force am 13. Januar 2006 sowie nach dem weitgehenden Abschluss des Testprogramms für die X-47A ging man zur X-47B über.

### X-47B

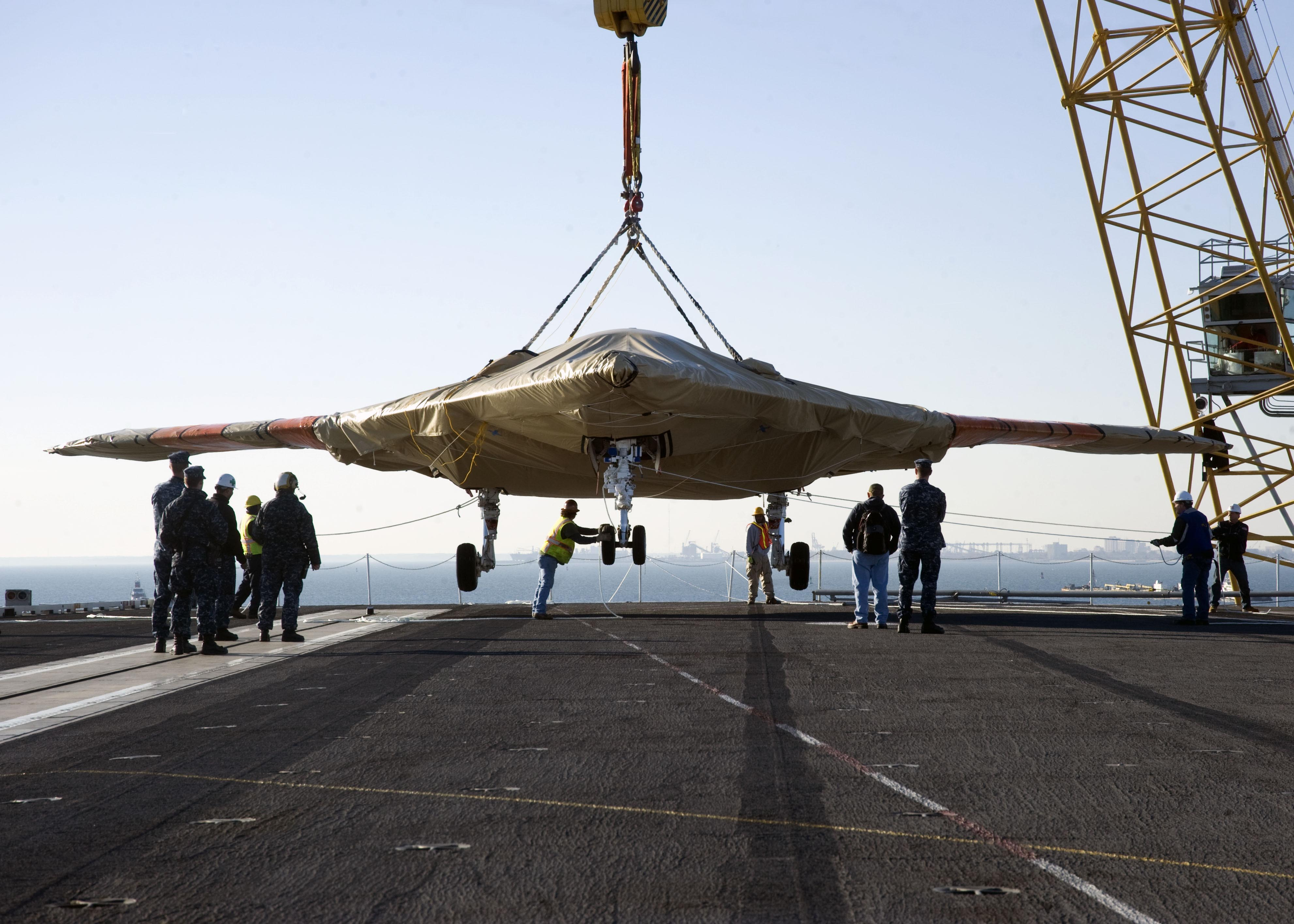
X-47B wird an Bord der USS Harry S. Truman gehoben

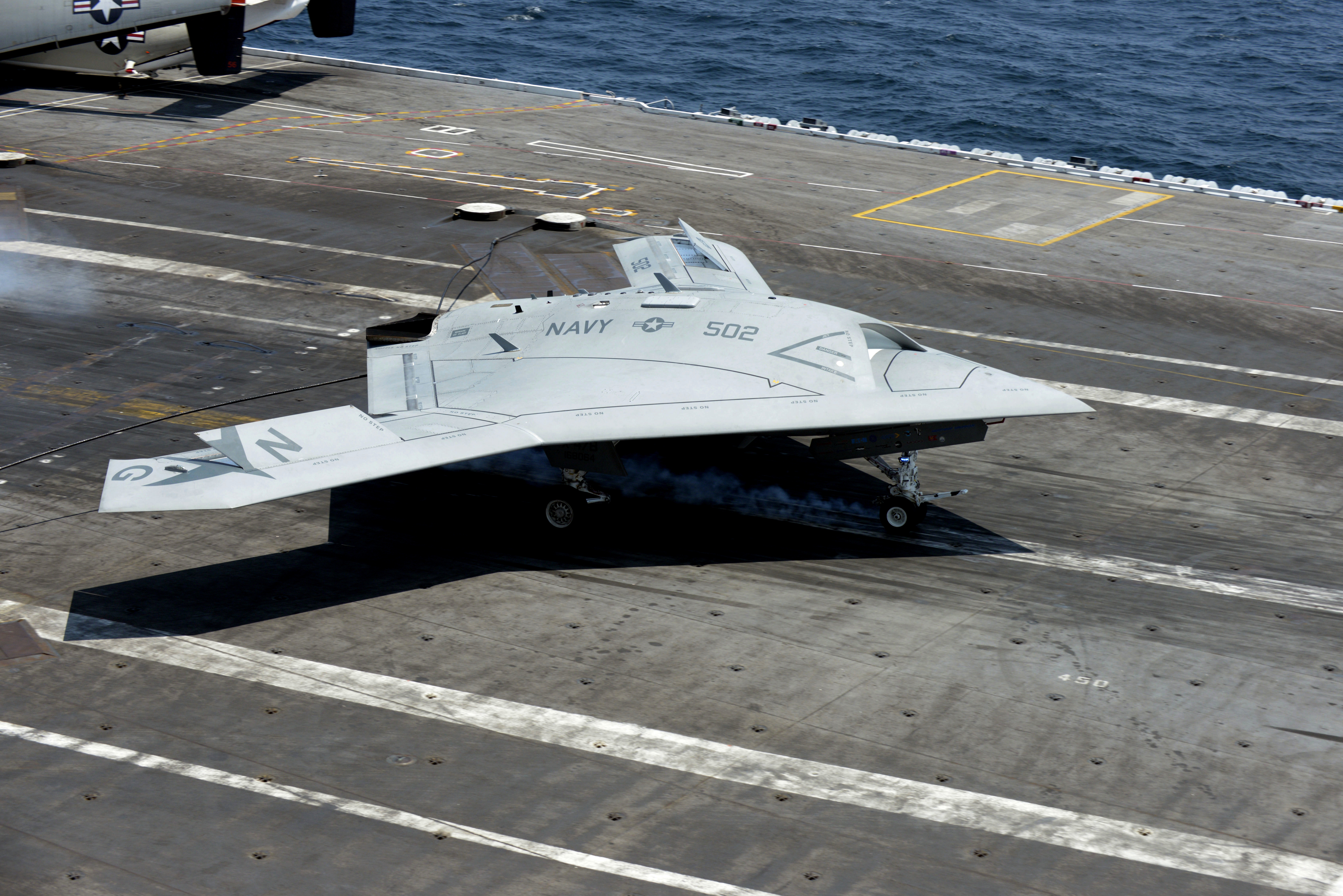
Landung einer X-47B (502) auf der USS George H.W. Bush im Juli 2013

Der erste X-47B-Prototyp, entwickelt seit 2007 im Auftrag der US Navy im Rahmen des sog. UCAS-D-Programms, hatte seinen Roll-Out am 16. Dezember 2008. Im Dezember 2009 wurden mit etwa einjähriger Verspätung Rollversuche auf der United States Air Force Basis 42 (AFP 42) in Palmdale, Kalifornien, durchgeführt. Am 4. Februar 2011 absolvierte die X-47B ihren Erstflug, ein zweiter Prototyp folgte am 22. November 2011. Geplant ist ein drei Jahre dauerndes Testprogramm, unter anderem auf der Edwards AFB in Kalifornien und auf der Naval Air Station Patuxent River in Maryland.
Obwohl keine Waffentests geplant sind, verfügt die X-47B über einen internen Waffenschacht, um eine möglichst hohe Seriennähe zu simulieren. Der erste landbasierte Katapultstart erfolgte am 29. November 2012. Rollversuche auf der USS Harry S. Truman fanden am 9. Dezember 2012 statt, gefolgt von der ersten Landung mit Fanganlage auf einem nachempfundenen Flugdeck an Land am 4. Mai 2013. Der erste Katapultstart erfolgte am 14. Mai 2013 von der USS George H. W. Bush. Die erste erfolgreiche Trägerlandung fand am 10. Juli 2013 auf demselben Flugzeugträger vor der Küste Virginias statt. Auf dem Flugdeck des Flugzeugträgers wird die X-47B von zwei Bodenoperateuren ferngesteuert.
Tests zur Steuerung der automatischen Luftbetankung wurden zunächst mittels eines Learjets und einer Boeing 707 simuliert, im April 2015 fanden mit der X-47B die ersten „trockenen“ Kontakte, Verbindungen ohne die Übertragung von Kraftstoff, hinter einer Boeing 707 von Omega Aerial Refueling Services statt. Am 22. April 2015 fand dann die erste automatische Betankung statt, bei der 1,8 Tonnen Treibstoff von der Boeing 707 zur X-47B übertragen wurden. Erprobungstests im regulären Trägerdienst mit vollem Flugbetrieb konventioneller Trägerflugzeuge sollten 2014/2015 erfolgen, fanden jedoch nicht mehr statt. 2016 wurde die Finanzierung durch die Navy beendet.
2017 diente eine X-47B für Versuche im Zusammenhang mit Betankung.
2022 sollten die Flugzeuge, die den Zweck des Projekts mit einem Bruchteil der möglichen Flugstunden erreicht hatten, an Museen abgegeben werden.

### X-47C
Es gab Studien für eine X-47C, die bei einer Spannweite von 52 m eine Nutzlast von 4500 kg mitführen könnte. Die X-47B ist für das Mitführen von zwei Lenkbomben wie die GBU-31 von maximal 2000 kg in den beiden Waffenschächten ausgelegt.

## Konstruktion
Die X-47A sieht aus wie eine einfache Pfeilspitze ohne vertikale Leitwerke. An der Flügelvorderkante hat die Pegasus eine Pfeilung von 55°, an der Hinterkante von 35°. Der Demonstrator hat ein einziehbares Bugradfahrwerk. Im Flug erfolgt die Stabilisierung über sechs Steuerflächen, wobei es sich dabei um zwei sogenannte Elevons und vier Inlaids handelt. Die Inlaids sind kleine Klappen auf der Ober- und Unterseite des Flügels vor den Flügelspitzen.
Die X-47B stellt dagegen eine stark vergrößerte Version der Pegasus dar. Sie verfügt über hochklappbare Flügelenden sowie weiterentwickelte Tarnkappeneigenschaften, welche teilweise von der B-2 Spirit bereits bekannt sind. Die Maschine besteht beinahe komplett aus Verbundwerkstoffen zur Gewichts- und Kostenreduzierung und wird von GKN Aerospace gefertigt.

## Technische Daten

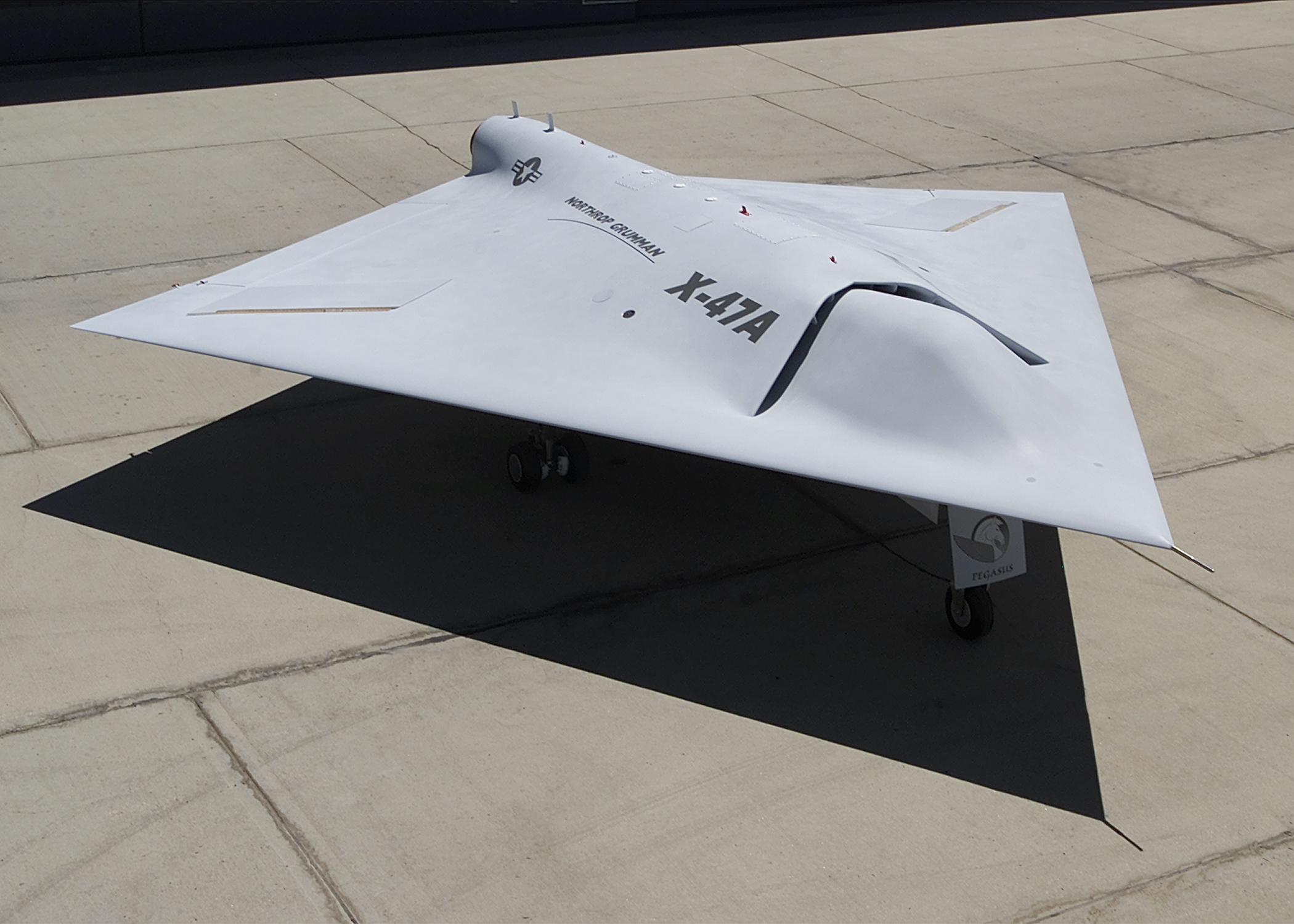
Roll-Out der X-47A

| Kenngröße              | Daten der X-47A                                       | Daten der X-47B                                    |
| ---------------------- | ----------------------------------------------------- | -------------------------------------------------- |
| Besatzung              | –                                                     | –                                                  |
| Länge                  | 8,50 m                                                | 11,63 m                                            |
| Spannweite             | 8,47 m                                                | 18,93 m (gefaltet 9,40 m)                          |
| Höhe                   | 1,86 m                                                | 3,10 m                                             |
| Leermasse              | 1740 kg                                               | k. A.                                              |
| Standardstartmasse     | 2212 kg                                               | k. A.                                              |
| max. Startmasse        | 2678 kg                                               | 20.190 kg                                          |
| Höchstgeschwindigkeit  | k. A                                                  | hoher Unterschallbereich                           |
| Dienstgipfelhöhe       | 12.192 m                                              | 12.192 m                                           |
| Einsatzradius          | k. A.                                                 | 2770 km                                            |
| Überführungsreichweite | 2778 km                                               | ca. 6500 km                                        |
| Triebwerke             | 1 × Pratt & Whitney Canada JT15D-Mantelstromtriebwerk | 1 × Pratt & Whitney F100-220U-Mantelstromtriebwerk |
| Schubkraft             | 14,2 kN                                               | 65,04 kN                                           |
| max. Waffenlast        | 472 kg                                                | 2045 kg                                            |